# Castell de la Sala de Comalats
Castell de la Sala de Comalats fou un castell del nucli de població de La Sala de Comalats, del municipi de Passanant i Belltall (Conca de Barberà), és declarat bé cultural d'interès nacional. En resta una torre rectangular i sala quadrada annexa, edificades entre els segles XII i XIV.

## Descripció
Actualment el poble i les restes del castell formen un petit nucli de població, més o menys tancat, presidit per la torre de l'antic castell. Aquesta, que és molt semblant a la del castell de Glorieta, és de planta quadrada, d'uns 6 m de costat per 17 m d'altura. Té tres pisos i terrassa, que s'aguanten amb voltes de canó reforçades per arcades de mig punt que descansen en columnes. Antigament s'accedia a la torre per una porta que hi ha al costat nord-est del segon pis, mitjançant una escala mòbil. Al costat sud hi ha edificis adossats a la torre, que sembla que formaven part del castell ampliat més tard. Hi ha nombroses espitlleres. L'aparell amb què està construïda la torre a la part inferior és més aviat gros i ben escairat, mentre que als pisos superiors és més petit i no tan ben tallat. La sala annexa, més petita que la torre podria haver donat el nom a aquest indret. Actualment està mig ensorrada. Tenia una amplada de 5,2 m i una longitud de 7,6 m i seria un edifici de planta rectangular dividit transversalment per dues arcades lleugerament apuntades. La datació s'establiria al segle xii o XIII per la torre i un segle més tard per la sala annexa.
És remarcable l'organització de tot el conjunt del poble. Era una «vila closa», a la qual inicialment només es podia accedir per un portal situat a la part més baixa, a la banda oriental. A la banda occidental i més elevada hi havia la fortificació. Al mig hi havia l'església, envoltada de les cases del poble, la façana exterior de les quals tancava l'espai pobletà.

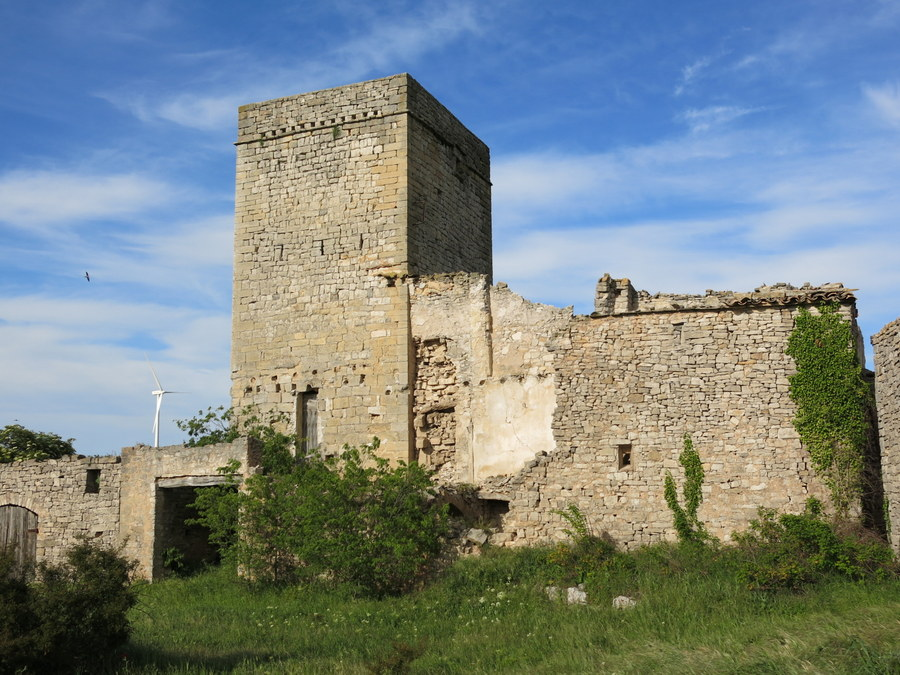
La Sala de Comalats. Torre de tres pisos amb 17 m d'altura (2017)

## Història
El segle xi (1079 o 1080) el castell de la Sala de Comalats apareix citat com a quadra del Poal, i a mitjan segle xii com domini dels Cervera. El 1172, Ramon de Cervera, en testar, deixà tots els drets que tenia a «Comalads» al seu fill Pere. L'any 1177 un dels feudataris d'aquesta família, cedí unes propietats que tenia a la Sala als templers del castell de Barberà (Barberà de la Conca). El 1210, Guillem de la Guàrdia Lada va obtenir del rei Pere I tot el domini sobre el lloc de la Sala de Comalats i l'any 1234, en fer testament, llegà indret i fortalesa a Arnau de Comalats, el qual el tenia en feu. L'any 1266 el castell i lloc de la Sala fou cedit per Marquesa de Guàrdia, vídua de Guillem de la Guàrdia Lada, juntament amb altres llocs, a la comanda de Cervera de l'orde de Sant Joan de Jerusalem. El 1338, la Sala fou venuda a la família Gener de Montblanc i posteriorment, el 1384, passà a dependre del monestir de Santes Creus que la va tenir fins a la desamortització de 1835.